# Kadra Zapasowa Piechoty Oświęcim II
Kadra Zapasowa Piechoty Oświęcim II (KZP Oświęcim II) – pododdział piechoty Wojska Polskiego.

## Formowanie i zmiany organizacyjne
1 stycznia 1939 dotychczasowy batalion zapasowy 75 pułku piechoty w Oświęcimiu przeformowano w Kadrę Zapasową Piechoty Oświęcim II, która została podporządkowana dowódcy 75 pp stacjonującego w Chorzowie, Rybniku i Goduli na terenie Okręgu Korpusu Nr V. 
Wprowadzona zmiana polegała na odciążeniu macierzystego pułku piechoty od mobilizacji alarmowej i powszechnej następnych pododdziałów. Kadra dysponowała skromną obsadą pokojową (dwóch oficerów i kilku podoficerów). Dla formowanych przez siebie jednostek kadra musiała otrzymać zawiązki stanu czynnego z zewnątrz.
KZP Oświęcim II była jednostką mobilizującą piechoty. Zgodnie z planem mobilizacyjnym „W” komendant kadry był odpowiedzialny za przygotowanie i przeprowadzenie mobilizacji jednostek wpisanych na jego tabelę mobilizacyjną oraz za wykonanie zarządzeń dowódcy 75 pp dotyczących mobilizacji materiałowej.

## Mobilizacja
KZP Oświęcim II mobilizowała w ramach mobilizacji alarmowej w grupie zielonej, w garnizonie Oświęcim:
- kompania karabinów maszynowych przeciwlotniczych typ B nr 513, w czasie Z+30.

W grupie niebieskiej:
- II rzut batalionu piechoty typ specjalny nr 55, w czasie A+30,
- kompania kolarzy nr 56, w czasie A+30,
- samodzielna kompania karabinów maszynowych i broni towarzyszących nr 53, w czasie A+30,
- kolumna taborowa nr 519, w czasie A+48,
- kolumna taborowa nr 520, w czasie A+48.

W ramach I rzutu mobilizacji powszechnej, do jej 3 dnia trwania:
- batalion marszowy 75 pp,
- kompania marszowa batalionu karabinów maszynowych typ specjalny nr III,
- uzupełnienie marszowe kompanii kolarzy nr 56
- uzupełnienie marszowe samodzielnej kompanii km i br. tow. nr 53[4].

Po zmobilizowaniu przewidzianych planem pododdziałów pozostałość zebranych żołnierzy i materiału i sprzętu została odeszła do Tarnowa, gdzie w tamtejszej Kadrze Zapasowej Piechoty Tarnów mobilizowany był Ośrodek Zapasowy 23 Dywizji Piechoty w ramach II rzutu mobilizacji powszechnej. 

## Obsada personalna
Dowództwo
- komendant kadry - kpt. Kazimierz Romanowski
- w kadrze zmobilizowano: mjr Sobol, kpt. Stanisław Stachorowicz, por. Kazimierz Kaszycki, ppor. Wincenty Jońca, ppor. Mirosław Handzlik, ppor. Stanisław Kotala, ppor. Tadeusz Marcinkowski, ppor. Stanisław Poliwacz, ppor. Stanisław Sierpowski, ppor. Alfred Wałęga, ppor. Alfons Weber, ppor. Karol Wójcik.

Zmobilizowany batalion marszowy 75 pp pod dowództwem mjr. Jana Ciołkosza wziął udział w walkach tuż po zmobilizowaniu osłaniając rejon Oświęcimia.